# Produzione di coppia
In fisica delle particelle il processo di produzione di coppia o creazione di coppia elettrone-positrone è una reazione in cui un fotone interagisce con la materia convertendo la sua energia in materia ed antimateria. Se un fotone altamente energetico (ci vuole un'energia notevole per generare la materia, in base alla legge di Einstein di conversione tra materia ed energia, E = mc²) va ad impattare contro un bersaglio, subisce un urto anelastico materializzando la propria energia, e producendo una coppia di particelle composta da un elettrone (materia) ed un positrone (antimateria).

## Descrizione
È possibile avere produzione di coppia da un fotone, ma solo se questo passa accanto ad un altro corpo (come ad esempio un nucleo atomico) con cui può interagire.
L'energia del raggio gamma incidente viene equamente ripartita nella particella e nella sua antiparticella corrispettiva. Per un'energia pari ad almeno 1,022 MeV la coppia formatasi sarà elettrone - antielettrone (positrone), come evidenziato nel 1932. Per energie di almeno 1,9 GeV (la massa del protone è 1836 volte superiore a quella dell'elettrone, per cui l'energia necessaria per creare una coppia protone - antiprotone dev'essere notevolmente superiore a quella richiesta per generare la coppia elettrone - positrone) si creeranno una coppia protone - antiprotone e, per energie ancora superiori, neutrone - antineutrone (scoperto nel 1956) ed atomo di idrogeno - antiatomo di idrogeno.
Anderson, nel 1932, scoprì l'esistenza del positrone, elettrone con carica positiva, già previsto teoricamente da Dirac nel 1930. James Chadwick, da alcune reazioni di fissione nucleare, scoprì l'esistenza di una nuova particella elementare costituente il nucleo: il neutrone, particella elettricamente neutra con una massa circa uguale a quella del protone (leggermente superiore). Il neutrone è la prima particella instabile che viene scoperta. Essa, al di fuori del nucleo, decade in un tempo di circa 15 minuti (che è la sua vita media, nel nostro tempo, il che non equivale al tempo subatomico, notevolmente più lungo del nostro, in termini relativistici) secondo la reazione: 
Neutrone → Protone + Elettrone + Neutrino.
Sia l'antiprotone che il neutrino furono osservati solo molti anni dopo, rispettivamente nel 1955-56 (E. Segrè) e nel 1956 (F. Reines e C. Cowan); l'antineutrone fu osservato nel 1957 da Piccioni. L'antiatomo d'idrogeno è stato prodotto nel 1969 bombardando con protoni da 70 GeV nuclei di alluminio. Le particelle si riconoscono per l'opposta deflessione (elettrone ed antielettrone sono particelle in tutto identiche, eccettuata la rispettiva carica che risulta, convenzionalmente, negativa per l'elettrone e positiva per il positrone; analogamente, il protone avrà carica convenzionalmente positiva e l'antiprotone negativa), o, nel caso di particelle neutre, per il senso di rotazione (lo spin differenzia il neutrone, + ½, dall'antineutrone, - ½).
Il caso più semplice è la creazione a partire da un raggio γ (fotone). La reazione corrispondente è:
{\displaystyle \gamma \longrightarrow e^{+}+e^{-}}
Per questo processo è possibile calcolare la sezione d'urto totale, basandosi sui due corrispondenti diagrammi di Feynman del primo ordine che descrivono l'interazione:
{\displaystyle \sigma (M)=4\pi {\frac {\alpha ^{2}}{M^{2}}}\left\{\left(1-8{\frac {m_{e}^{4}}{M^{4}}}+4{\frac {m_{e}^{2}}{M^{2}}}\right)\ln \left({\frac {1+{\sqrt {1-4{\frac {m_{e}^{2}}{M^{2}}}}}}{1-{\sqrt {1-4{\frac {m_{e}^{2}}{M^{2}}}}}}}\right)-{\sqrt {1-4{\frac {m_{e}^{2}}{M^{2}}}}}\left(1+4{\frac {m_{e}^{2}}{M^{2}}}\right)\right\}}
dove me è la massa dell'elettrone, M la massa invariante (costante per ogni velocità v < c e numericamente coincidente con la massa a riposo m0), α la costante di struttura fine, ln il logaritmo naturale (in base e).
Il processo inverso è detto annichilazione elettrone-positrone. Generalmente un'annichilazione segue sempre una creazione di coppia, poiché l'antiparticella non può esistere nel nostro mondo materiale: un antielettrone, ad esempio, generatosi per creazione di coppia, non appena incontra un elettrone annichila producendo due raggi gamma che dipartono nella medesima direzione su versi opposti e ripartendosi l'energia totale di 1,022 MeV, ed ognuno dei due raggi gamma emergenti sarà di 0,511 MeV. I raggi gamma prodotti sono due perché la quantità di moto della particella e la quantità di moto dell'antiparticella non possono andar perdute, fisicamente parlando. In pratica, la "scomparsa" della particella e della corrispettiva antiparticella può esser considerata come la sovrapposizione di un'onda con un'altra onda avente le medesime caratteristiche della precedente, ma sfasata di 180°, il che comporta un'interferenza distruttiva (elisione dell'onda) con la sua totale scomparsa.